# ケニア議会
ケニア議会（ケニアぎかい、スワヒリ語: Bunge la Kenya）は、ケニアの立法府である。

## 概要
ケニアの議会は上院（元老院）と下院（国民議会）の二院制である。
上院の議席数とその内訳はケニアの憲法第98条に定められている。全67議席のうち47議席は各カウンティを選挙区とした小選挙区制により選出される。16議席は女性議員に割り当てられており、上院における各政党の占める議席の比率に従って任命される（比例代表制）。また、青少年と障害者の代表にそれぞれ2議席ずつ割り当てられており、それぞれ男女1名ずつが任命される。
下院の議席数とその内訳は憲法第95条に定められている。全349議席のうち290議席は小選挙区制により選出される。47議席は女性議員の枠であり、各カウンティを選挙区とした小選挙区制により選出される。12議席は下院において各政党の占める議席の比率に従って任命される。